# مقاطعة دونغشيانغ ذاتية الحكم
مقاطعة دونغشيانغ الذاتية الحكم (بالصينية المبسطة: 东乡族自治县؛ بالصينية التقليدية: 東鄉族自治縣؛ بنظام بينيين: Dōngxiāngzú Zìzhìxiàn؛ بلغة السانتا: Dunxianzu Zizhixien) هي مقاطعة ذاتية الحكم تقع ضمن ولاية لينشيا هوي الذاتية الحكم في مقاطعة قانسو بجمهورية الصين الشعبية. أُنشئت كمقاطعة قومية ذاتية الحكم لقومية الدونغشيانغ عام 1950. 
تاريخيًا، خضعت دونغشيانغ لفترة طويلة لسلطة لينشيا. خلال فترة جمهورية الصين (١٩١٢-١٩٤٩) ، قُسِّمت مساحتها بين المقاطعات المحيطة بها

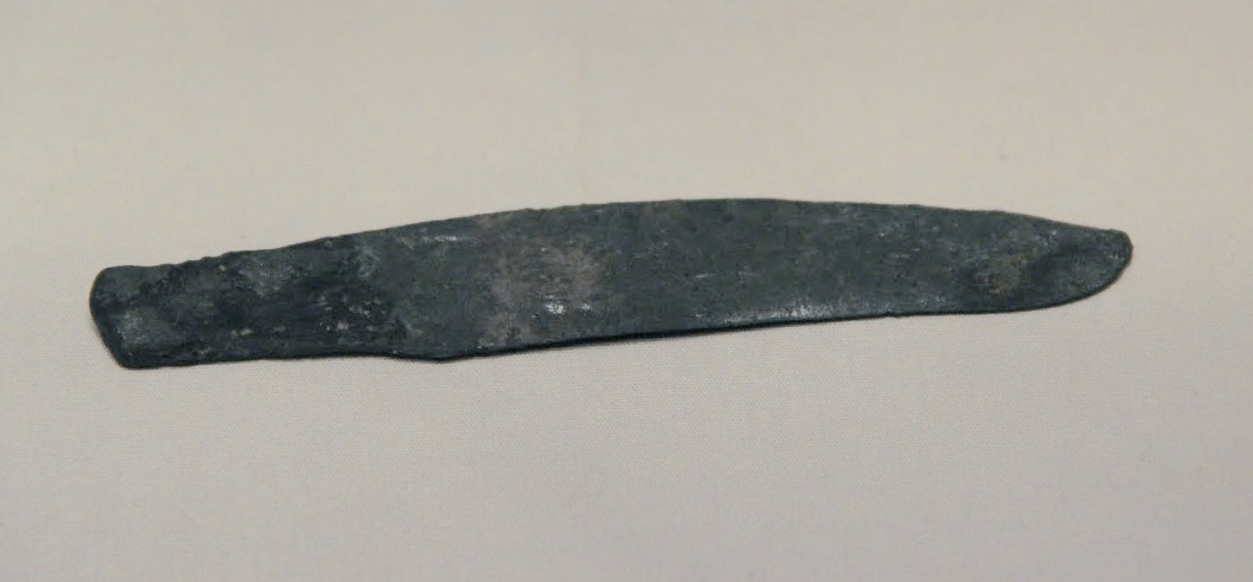
سكين برونزية من العصر الحجري الحديث من ثقافة ماجياياو (3200-2000 قبل الميلاد)، تم العثور عليها في دونغشيانغ عام 1978

بلغ عدد سكانها عام ٢٠٢٠ ٣٨١,٧٠٠ نسمة، ٨٨٪ منهم ينتمون إلى أقلية دونغشيانغ . واعتبارًا من عام ١٩٩٣، كان نصف إجمالي سكان أقلية دونغشيانغ يعيشون في المقاطعة.  
على الأقل حتى نهاية القرن العشرين، كانت مقاطعة دونغشيانغ فقيرة للغاية وغير متطورة، حيث بلغ معدل الإلمام بالقراءة والكتابة 15% فقط، وهو الأدنى في الصين.  وفي عام 2017، كان لديها أعلى معدل فقر في مقاطعة قانسو، وهي بالفعل أفقر مقاطعة في الصين. 
تتمتع مقاطعة دونغشيانغ بمناظر طبيعية نموذجية لهضبة اللوس ، مع العديد من الوديان والجبال والمناخ الجاف.

## التقسيمات الإدارية
تنقسم مقاطعة دونغشيانغ ذاتية الحكم إلى 8 مدن و16 بلدة. 
المدن
| - سونان (锁南镇) - دابان (达板镇) - هيتان (河滩镇) - ناليسي (那勒寺镇) | - تانغوانغ (唐汪镇) - قويوان (果园镇) - وانججي (汪集镇) - لونغكوان (龙泉镇) |

البلدات
| - بلدة تشونتاي (春台乡) - بلدة ليوشو (柳树乡) - بلدة دونغيوان (东塬乡) - بلدة بينغزوانغ (坪庄乡) - بلدة بايهي (百和乡) - بلدة جوانبو (关卜乡) - بلدة تشاوجياشيانغ (赵家乡) - بلدة ووجيا (五家乡) | - بلدة يانلينغ (沿岭乡) - بلدة فنغشان (风山乡) - بلدة تشيجياوان (车家湾乡) - بلدة جاوشان (高山乡) - بلدة داشو (大树乡) - بلدة بيلينغ (北岭乡) - بلدة كاولي (考勒乡) - بلدة دونجلينج (董岭乡) |

## ثقافة
مقاطعة دونغشيانغ هي موطن ومركز ثقافة دونغشيانغ.  تشمل أطعمتها المميزة بينغوو، وهو طبق من لحم الضأن المطهو على البخار.  

## ينقل
- الطريق السريع الوطني الصيني 213